# Pocket Dragon Abenteuer
Pocket Dragon Abenteuer, im Original Pocket Dragon Adventures ist eine US-amerikanisch spanische Zeichentrickserie für Kinder, welche im Jahre 1998 von den Firmen D'Ocon Films Productions und Bohbot Entertainment produziert wurde. Die Hauptrollen sind kleine grüne Drachen, welche von Real Musgrave entworfen wurden. Die deutsche Erstausstrahlung erfolgte am 12. April 1999 auf dem Kanal Super RTL. Die Serie besteht aus Staffeln mit insgesamt 52 Doppelfolgen, wobei jede Folge 10 Minuten lang ist.

## Handlung
Diese Serie handelt von sechs sehr kleinen grünen Drachen mit unterschiedlich gefärbten Bauchflächen, welche in einem großen grauen englischen Waldschloss bei einem alten Zauberer leben. Sie erleben täglich Abenteuer und begegnen dabei unterschiedlichen Charakteren und Kreaturen. Dabei stoßen sie auf Probleme, welche sie in Gruppenarbeit mit Plänen und Erfindungen lösen. Von den sechs Drachen dieser Serie sind vier männlich und zwei weiblich, vier alt und zwei jung. Begleitet werden sie oft durch den Zauberer, den großen Drachen Sir Schwatzelott und die Prinzessin Betty.

## Figuren
Die sechs Pocket Dragons:
- Knuddel, im Original Cuddles – Er ist klein und hat eine lila Bauchfläche. An den Füßen trägt er immer Pantoffeln und auf dem Rücken ein Kissen und er ist stets müde oder am Schlafen. Wenn er schläft, verfällt er oft in das Schlafwandel. Er nimmt dabei die Rolle eines verwegenen Abenteurers namens Sir Knuddel an. Oft wird er von den anderen Pocket Dragons durch ein Zauberwort geweckt.
- Krümel, im Original Binky – Sie ist der kleinste und jüngste von den Pocket Dragons und hat eine magentafarbene Bauchfläche. Als einziger Charakter trägt sie keinen Gegenstand als Attribut mit sich und ist einer von nur zwei weiblichen Charakteren von den Pocket Dragons. Sie ist meist aufgeweckt, freudig und klar im Kopf und überrascht die anderen Charaktere mit brillanten Ideen.
- Filbert – Er ist der größte und älteste von den Pocket Dragons und zugleich ihr Anführer und hat eine rote Bauchfläche. Am Hals trägt er ein rotes Tuch mit einem gelben fünfzähligen Stern. Er steht sehr selten unter der Kontrolle der anderen Pocket Dragons und hat ein leicht rechthaberisches Naturell. Nur er hat in englischer und deutscher Version denselben Namen.
- Trixi, im Original Scribbles – Sie ist einer von zwei weiblichen Charakteren, die zweite Anführerin und hat eine gelbe Bauchfläche. Auf dem Rücken trägt sie einen dunkelgelben Bleistift mit Radiergummi in einem Köcher. Sie ist die Tüftlerin unter den Pocket Dragons, zeichnet Erfindungen auf Papieren und setzt die Entwürfe dann um. Oft rufen ihre Pläne problematische Situationen hervor.
- Düse, im Original Zoom-Zoom – Er ist ein schneller und flüchtiger Drache und trägt eine blaue Bauchfläche. Auf dem Kopf trägt er einen braunen Fliegerhelm mit Pilotenbrille. Er unternimmt stets Flugversuche, nimmt Anlauf und fliegt los. Aber darauf stürzt er meist wieder nach unten. Er hat den großen Traum, eines Tages selbst fliegen zu können und ist auf dem Logo der Serie zu sehen.
- Einstein, im Original Specs – Er ist ein wissbegieriger Drache und trägt eine grüne Bauchfläche. Auf der Nase trägt er eine Brille mit großen runden Gläsern. Er ist in seiner Gruppe der Bücherwurm und liest sehr viel. Zu der Prinzessin des Schlosses hat er eine hohe Affinität.

Andere Figuren:
- Zauberer des Schlosses – Er ist der Besitzer des Schlosses, in welchem die Pocket Dragons untergebracht sind. Er ist ein sehr guter Freund der Pocket Dragons, behütet sie und schützt sie vor Problemen. In seinem Schloss besitzt der Zauberer eine Bibliothek und ein Laboratorium.
- Sir Schwatzelott – Er ist ein kultivierter höflicher Drache in voller ausgewachsener Größe. Mit den Pocket Dragons ist er sehr gut befreundet.
- Prinzessin Betty – Sie leitet die Bibliothek des Schlosses und hilft den anderen Charakteren. Zu den Pocket Dragons hat sie eine große Nähe.
- Schmahz – Er ist ein kleiner böser Zauberer, welcher die Pocket Dragons hasst und sich an ihnen dafür rächen will, dass sie seine bösen Pläne durchkreuzen.
- Gnorbert, im Original Gnorman – Er ist ein Gnom, welcher sich gegenüber den Pocket Dragons teils protagonistisch, teils antagonistisch verhält. Sein Verhalten ist meist nervig und kontraproduktiv.
- Rumpel – Ein tollpatschiger Drache, der kein Feuer speien kann. Er ist sehr gutmütig, kann sich zum Fliegen aufblähen, und ist eng mit den Pocket Dragons befreundet. Rumpel lebt ebenfalls im Schloss des Zauberers.
- Trafalgar ist ein roter Feuerdrache der ausgezeichnet fliegen kann. Er möchte der größte Bösewicht von allen werden und kann die Pocket Dragons nicht ausstehen.

## Synchronisation
| Rolle                  | Deutsche Synchronsprecher | Originalsprecher                                     |
| ---------------------- | ------------------------- | ---------------------------------------------------- |
| Knuddel, Cuddles       | Frauke Poolman            | Venus Terzo in Staffel 1, Terry Klassen in Staffel 2 |
| Krümel, Binky          | Katja Liebing             | Tabitha St. Germain                                  |
| Filbert                | Fabian Körner             | Ian James Corlett                                    |
| Trixi, Scribbles       | Ilya Welter               | Kathleen Barr                                        |
| Düse, Zoom-Zoom        | Markus Pfeiffer           | Jason Gray-Stanford                                  |
| Einstein, Specs        | Andreas Meese             | Sam Vincent                                          |
| Zauberer des Schlosses | Heinz Ostermann           | Christopher Gaze                                     |
| Prinzessin Betty       | Ulrike Hötzel             | Saffron Henderson                                    |
| Gnorman                | Peter Nottmeier           | Brian Drummond                                       |